# Ranavalona I.

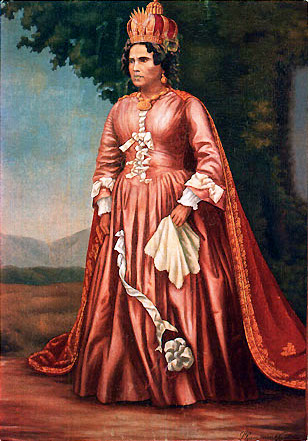
Ranavalona I. von Madagaskar (postumes Porträtgemälde von Philippe-Auguste Ramanankirahina, 1860–1915)

Ranavalona I. (geb. Rabodoandrianampoinimerina, * um 1782; † 16. August 1861) war Herrscherin des Königreichs Madagaskar von 1828 bis zu ihrem Tod.

## Leben

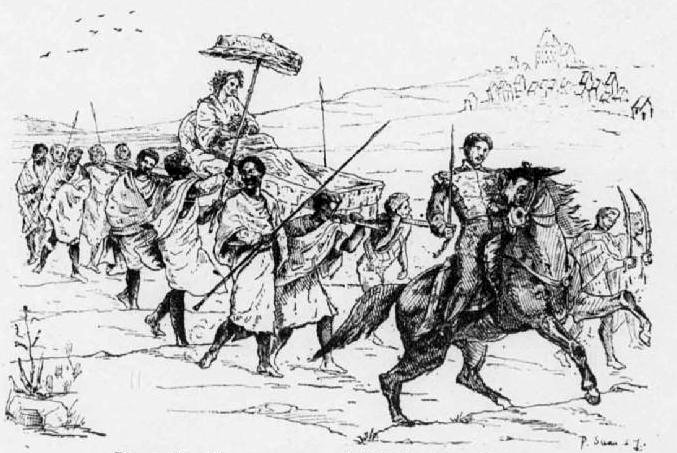
Ranavalona und ihr Sohn Rakoto in Begleitung von Soldaten und Sklaven auf Reisen (Stich von Pierre Suau, 1861–1916)

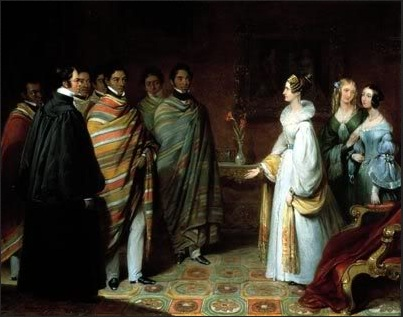
Madegassische Botschafter in Großbritannien (1836–1837), Empfang durch Queen Adelaide (Gemälde von Henry Room, 1802–1850)

Ranavalona wurde unter dem Namen Ramavo geboren. Der Tod ihres Mannes, Radama I., der Madagaskar von 1810 bis 1828 regierte, wurde zunächst geheim gehalten. Seine Ehefrau wurde zum Zentrum einer Palastrevolution, die sie an die Macht bringen sollte. Um Ansprüche der Familie von Radama auf die Herrschaft im Keime zu ersticken, wurden dessen nächste Angehörige ermordet, darunter Radamas Mutter, zwei seiner Ehefrauen, sein Lieblingsneffe Rakotobe und dessen Vater Ratefy und seine Tochter Raketaka.
Unter dem Namen Ranavalona I. regierte Radamas Witwe von nun an das Land autoritär. Folterungen und Hinrichtungen waren unter ihrer Regentschaft an der Tagesordnung. Sie verbannte nach und nach fast alle Ausländer von der Insel und brach die diplomatischen Beziehungen zum Ausland ab. Die Ausübung des christlichen Glaubens wurde ebenfalls verboten, schon der Besitz einer Bibel mit der Todesstrafe geahndet.
Während der Amtszeit von Ranavalona I. wurde der Bau des großen hölzernen zentralen Palastes, des Manjakamadiana, der den Rova von Antananarivo von nun an dominieren sollte, unternommen.
In die Regierungszeit Ranavalonas fiel 1857 Ida Pfeiffers Reise nach Madagaskar, wo sie die Königin besuchen durfte. Ihr Buch Verschwörung im Regenwald ist eines der wenigen authentischen Dokumente über die Geschichte der Insel Madagaskar aus dieser Periode, in der sich die Insel gegenüber allen Einflüssen von außen verschloss.